# Romanzo umoristico
Il romanzo umoristico è un genere letterario caratterizzato dalla presenza di umorismo. La principale caratteristica è quella di descrivere la realtà enfatizzandone alcune parti, facendone una vera e propria parodia che ha lo scopo di divertire il lettore, ma anche di farlo riflettere su un determinato aspetto della realtà. Per questo, questo genere si discosta dal romanzo umoristico che ha invece lo scopo unico di far divertire il lettore. Queste caratteristiche hanno il proprio culmine con l'umorismo nero, il quale si basa sull'enfatizzazione di aspetti violenti, sanguinosi o in qualunque modo drammatici che vengono così enfatizzati da scatenare un misto di ilarità e di dramma.

## Esempi di romanzo umoristico
Una delle basi della letteratura umoristica è Il fu Mattia Pascal di Luigi Pirandello dove il protagonista scopre di essere creduto da tutti morto. In questo romanzo, quindi, c'è un insieme di elementi comici ma anche drammatici.
Altri esempi sono i romanzi scritti da Giovannino Guareschi che hanno per protagonista il parroco Don Camillo, in costante rivalità con il sindaco comunista Peppone i quali, oltre a far divertire il lettore grazie agli esilaranti derivati di questa rivalità, lo fanno riflettere su una situazione politica di rivalità che si sente anche in un piccolo paese (in questo caso Brescello). Un altro celebre esempio è il romanzo Il giornalino di Gian Burrasca, di Vamba (pseudonimo di Luigi Bertelli).
Tuttavia lo scrittore umoristico che ha riscosso il maggiore successo mondiale è stato Sir Pelham Grenville Wodehouse, maestro riconosciuto di lingua e  stile inglese.